# Zosima absinthiifolia
Zosima absinthiifolia är en flockblommig växtart som först beskrevs av Étienne Pierre Ventenat, och fick sitt nu gällande namn av Heinrich Friedrich Link. Zosima absinthiifolia ingår i släktet Zosima och familjen flockblommiga växter. Utöver nominatformen finns också underarten Z. a. tereticaulis.

## Bildgalleri

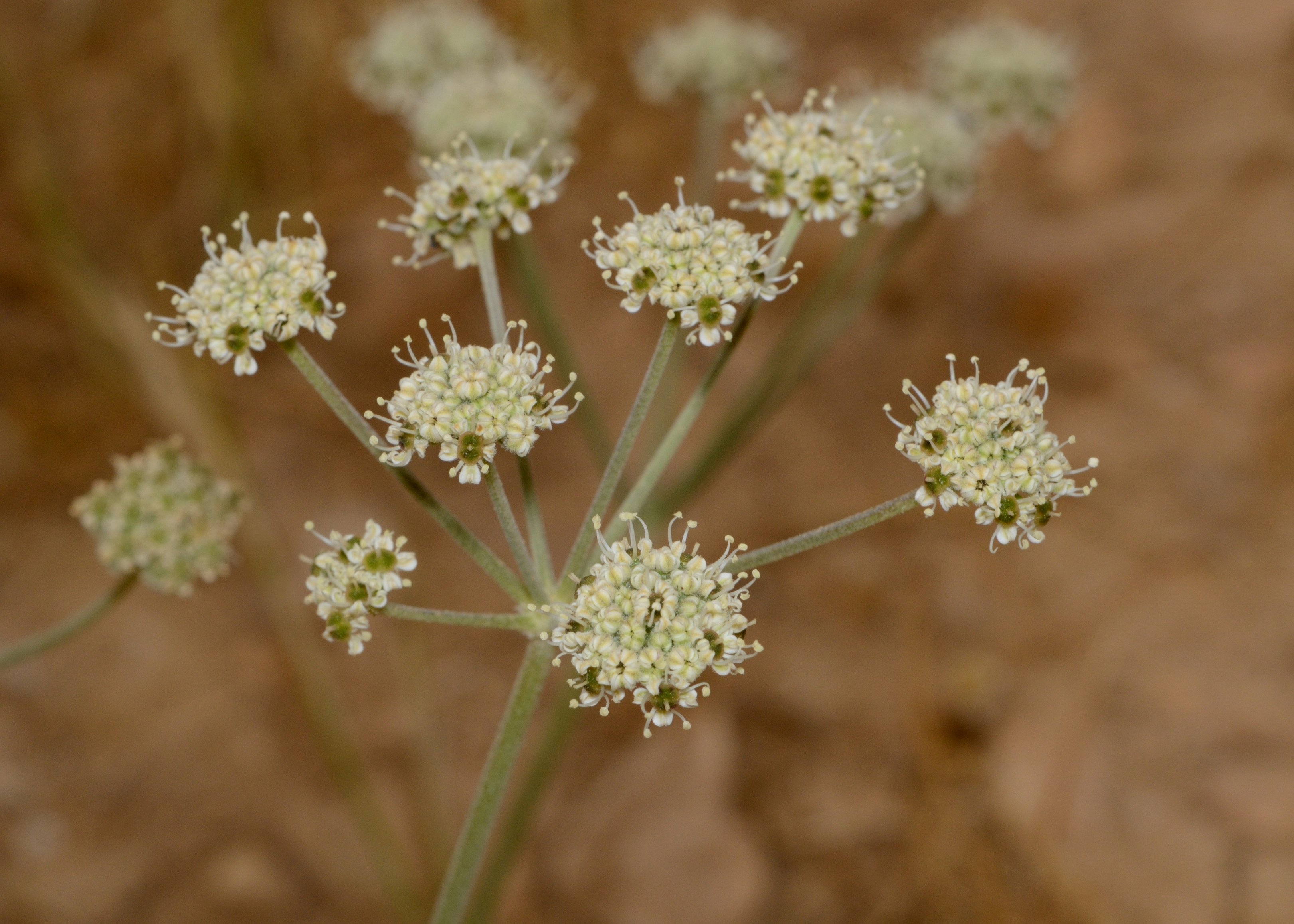
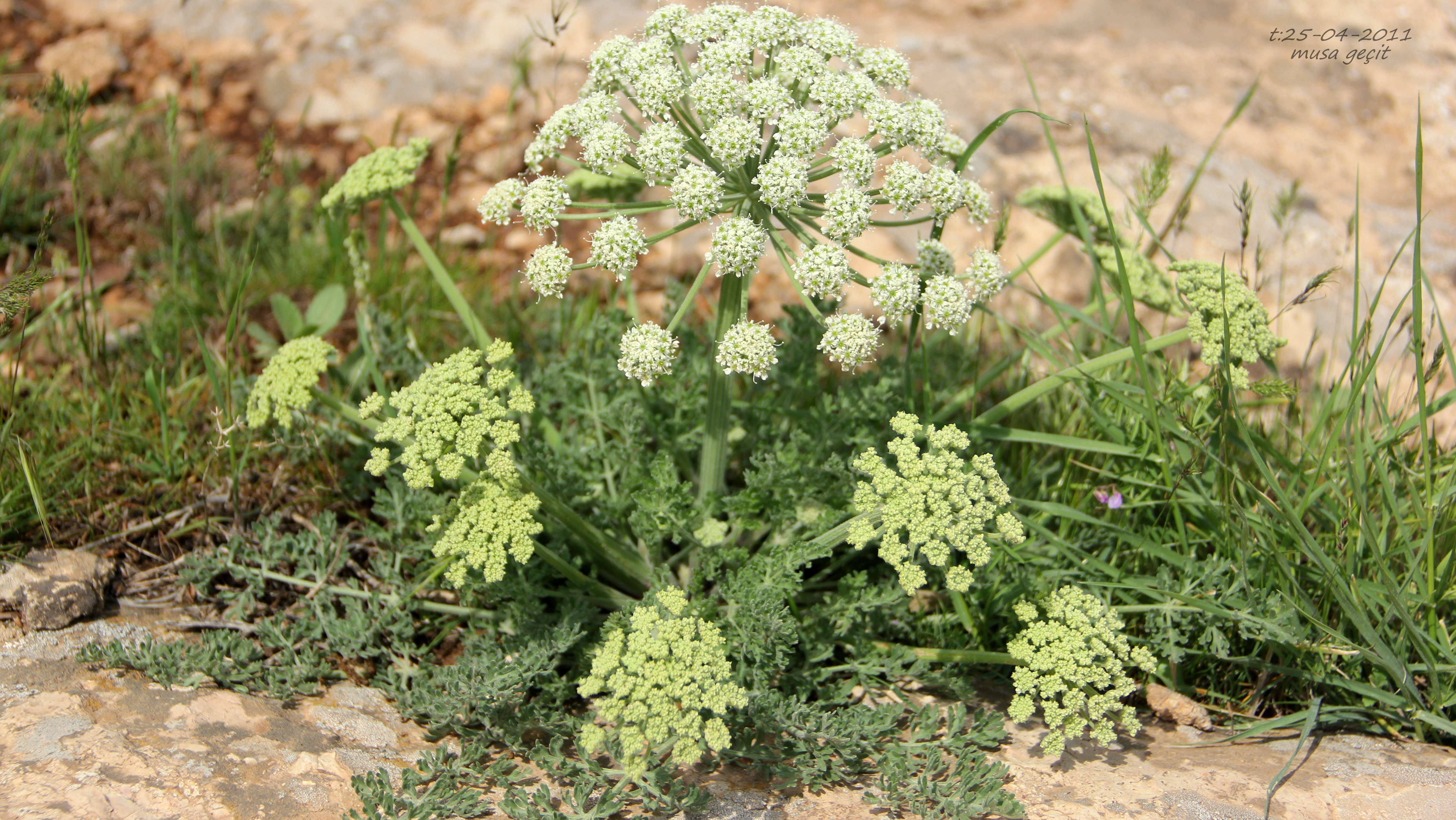